# Корейская демократическая партия
Корейская демократическая партия (кор. 한국민주당) — ведущая оппозиционная партия в первые годы существования Первой Республики Корея.
Партия была основана в сентябре 1945 года в Сеуле. Проводила либерально-консервативную, националистическую политику. Существовала с 1945 по 1949 год, после чего объединилась с другими оппозиционными партиями.
В феврале 1949 года Корейская демократическая партия объединилась с Великой Корейской народной партией, которую назвали Демократической народной партией. В 1955 году Демократическая народная партия была переименована в Демократическую партию.
Один из основателей и лидер партии Ким Сонсу.